# Associazione Sportiva Melfi 2003-2004
Questa pagina raccoglie le informazioni riguardanti l'Associazione Sportiva Melfi nelle competizioni ufficiali della stagione 2003-2004.

## Rosa
| N. |                           | Ruolo | Calciatore        |  |
| -- | ------------------------- | ----- | ----------------- |  |
|    | Svizzera (bandiera)       | D     | Giuseppe Aquaro   |  |
|    | Italia (bandiera)         | C     | Luigi Artico      |  |
|    | Italia (bandiera)         | A     | Fabio Ciasca      |  |
|    | Italia (bandiera)         | A     | Domenico Costanzo |  |
|    | Italia (bandiera)         | C     | Michele Cunti     |  |
|    | Italia (bandiera)         | D     | Luigi Cuomo       |  |
|    | Italia (bandiera)         | P     | Massimo De Blasio |  |
|    | Italia (bandiera)         | C     | Pietro Di Giorgio |  |
|    | Italia (bandiera)         | A     | Vincenzo Di Maio  |  |
|    | Costa d'Avorio (bandiera) | C     | Almamy Doumbia    |  |
|    | Italia (bandiera)         | P     | Ermanno Fumagalli |  |
|    | Italia (bandiera)         | P     | Paolo Iaboni      |  |
|    | Italia (bandiera)         | C     | Giovanni Lo Russo |  |

| N. |                   | Ruolo | Calciatore           |
| -- | ----------------- | ----- | -------------------- |
|    | Italia (bandiera) | C     | Federico Pecorari    |
|    | Italia (bandiera) | D     | Francesco Pierri     |
|    | Italia (bandiera) | D     | Raffaele Rivetti     |
|    | Italia (bandiera) | C     | Diego Russo          |
|    | Italia (bandiera) | D     | Fabrizio Maria Russo |
|    | Italia (bandiera) | D     | Stefano Sottili      |
|    | Italia (bandiera) | A     | Giovanni Spinelli    |
|    | Italia (bandiera) | A     | Andrea Tacconelli    |
|    | Italia (bandiera) | C     | Paolo Tarini         |
|    | Italia (bandiera) | C     | Roberto Travaglione  |
|    | Italia (bandiera) | A     | Ernesto Verolino     |
|    | Italia (bandiera) | C     | Leandro Vitiello     |
|    | Italia (bandiera) | C     | Michele Zamboni      |